# Atropacarus perversus
Atropacarus perversus är en kvalsterart som först beskrevs av Wojciech Niedbała 1983.  Atropacarus perversus ingår i släktet Atropacarus och familjen Phthiracaridae. Inga underarter finns listade.